# Syneora sinuosa
Syneora sinuosa är en fjärilsart som beskrevs av Turner 1947. Syneora sinuosa ingår i släktet Syneora och familjen mätare. Inga underarter finns listade i Catalogue of Life.